# Cracu Mare, Caraș-Severin
Cracu Mare este un sat în comuna Cornereva din județul Caraș-Severin, Banat, România.